# Buchten
Buchten (Limburgs: Buchte) is een kerkdorp in de Nederlandse provincie Limburg dat valt onder de gemeente Sittard-Geleen. Op 1 januari 2023 woonden er ongeveer 1.990 mensen (bron: gemeente Sittard-Geleen). Buchten ligt aan het Julianakanaal, waaraan het een binnenhaven heeft. Tot 2001 hoorde Buchten bij de gemeente Born, die toen is opgegaan in de gemeente Sittard-Geleen.

## Etymologie
De betekenis van de naam Buchten zou "heem in een bocht" zijn. De eerste vermelding van de plaats dateert uit 943; het dorp werd toen 'Buochem' genoemd. In 1031 wordt de plaats 'Butines' genoemd. De kerk van Buchten is gewijd aan de heilige Catharina en werd ontworpen door Frits Peutz.

## Geschiedenis
In Buchten en omgeving zijn diverse sporen van bewoning uit het begin van onze jaartelling aangetroffen. Tijdens de aanleg van het Julianakanaal in 1924 vonden opgravingen plaats die onder leiding stonden van de archeoloog Dr. Remouchamps. In het gebied genaamd den Wielder gelegen aan de westzijde van het dorp werden de fundamenten van een Romeinse villa van het porticus-type aangetroffen. Aan de oostzijde van het dorp, waar zich nu het sportpark Het Anker bevindt, werden in 1970 de resten van drie Romeinse graven aangetroffen.
|                                                                                              |  |  |
| Vitrine in het Limburgs Museum met Romeinse vondsten uit Buchten. Rechts het bronzen haantje |  |  |

In 1976 werden ten westen van het dorp in een gebied dat plaatselijke bekendstaat als de Apotheker de fundamenten ontdekt van een tweede rechthoekig bouwwerk uit de Romeinse periode. Hier werden resten van kleine gladwandige kruiken aangetroffen die in plaats van de normale bodem een knopvormige punt hebben. Tevens werd hier door amateur-archeoloog René Ruber uit Grevenbicht een bronzen met email versierde haan gevonden en een bronzen plaatje in de vorm van een blad die beide inscripties bevatten over de verder onbekende godin Arcanua. Deze voorwerpen duiden op de aanwezigheid van een Romeins tempelgebouw ter plekke. Naar alle waarschijnlijkheid werd hier bij de komst van de Romeinen door de plaatselijke bevolking al een godin vereerd. In het Keltisch betekent de naam Arcanua de 'voorzangeres’. De Romeinen adopteerden de plaatselijke godin en bouwden rond het midden van de eerste eeuw na christus een tempel voor haar. In 1976 werd op hetzelfde terrein een vijftiental munten gevonden, waarvan sommige in de eerste helft van de derde eeuw worden gedateerd. In de vroege zevende eeuw werd, waarschijnlijk doelbewust, in de nog herkenbare resten van het heiligdom een Merovingisch grafveld aangelegd.
Door sommige historici is wel verondersteld dat met de naam Bettinum of Bittinum die in een oorkonde van 1 oktober 704 voorkomt de plaats Buchten wordt bedoeld. In deze oorkonde wordt vermeld dat de edelman Aengilbaldus - zoon van Hildebold - een deel van zijn bezittingen aan de missionaris Willibrordus schenkt. Een andere vermoedelijke vermelding van Buchten dateert uit 943. In het zogenaamde Balderik-charter, waarin goederen van de Utrechtse Sint-Maartenskerk tijdelijk in gebruik worden gegeven, is sprake van een curtis in de villa Wilere, waarvan onderhorig was een kerk op het landgoed Buochem en een andere kerk in de villa Fischelo. Waarschijnlijk wordt met Buochem de plaats Buchten bedoeld, Fischelo is dan een samenvoegsel van Elen en Visserweert, en de plaats Wilere is de door een Maasoverstroming rond 950 vergane plaats Wielder. In de een brief van de collegiale kerk van Sint Bartholomeus te Luik uit het jaar 1031, die een schenking uit de periode 1008-1018 memoreert, wordt Buchten als "allodium de Butines" vermeld en bij testamentaire beschikking van prins-bisschop Balderik II van Loon, via zijn broer Giselbert aan het kapittel van Sint Bartholomeus geschonken.
In 1924 krijgt het dorp een halte aan de tramlijn Roermond - Sittard. Deze halte Buchten Emplacement lag ten westen van Achter de Hoven. Bij de halte was een wisselplaats en had een locomotievenloods, kolenpark en een perron voor veelading. Dagelijks stopten hier vijf trams per richting. In 1931 werd het traject naar Sittard geopend. Een rit naar station Sittard duurde achttien minuten. In 1933 werd de dienst gestaakt en het spoor naar Roermond en Grevenbicht opgebroken. Het emplacement werd uitgebreid voor kolenvervoer uit de Oostelijke Mijnstreek en het stuk tramlijn naar Sittard werd aangepast om in 1935 als goederenspoorlijn Sittard - Born in gebruik te worden genomen.
Lange tijd was Buchten niet meer dan een lintdorp, maar de aanleg van het Julianakanaal (1925-1934) met havens en de spoorlijn Sittard - Born hebben de industrie in Buchten gebracht: Eerst overslag van steenkool uit de Limburgse steenkoolmijnen (in de Overlaadhaven), na de jaren 1960 onder meer automobielindustrie (DAF, vanaf 1967 VDL NedCar).

## Bezienswaardigheden
- Sint-Catharinakerk
- De Mariakapel aan de Keerweg, neogotische kapel uit 1890 met -door leien bedekt- zeskantig helmdak, hersteld in 1990
- Woonhuis Het Höfke aan Oude Baan 12, van 1669, met overwelfde kelder en enkele vakwerkwanden. De voorgevel werd in 1870 vernieuwd.

## Natuur en landschap
Buchten ligt aan het Julianakanaal op een hoogte van ruim 33 meter. Ten zuiden van Buchten ligt de kom van Born met de wijk Hondsbroek, die zich sterk heeft uitgebreid. In het noorden vindt men de havens en de kom van Holtum. In het oosten vindt men de Venkebeek en de autosnelweg A2, waar langs zich ook de autofabrieken van Nedcar bevinden.

## Verenigingen
Buchten kent vele verenigingen, waaronder een schutterij, een schietvereniging, Jong Nederland, een voetbalclub en de Toneelvereniging Blitz, die in 2012 al 30 jaar bestond. De schutterij is opgericht in 1882 en is daarmee de oudste vereniging in Buchten. Hoewel de schutterij officieel is opgericht in 1882, is er ook nog een voorganger met de naam schieters en gardeniers van Buchten. In 1982 bij het 100-jarig bestaan kreeg de schutterij de koninklijke erepenning.
De voetbalclub RKVV Buchten is opgericht in april 1920 en was daarmee een van de oudste in haar omringende kerkdorpen. De club is op 1 juli 2009 gefuseerd met zustervereniging RKVV Holtum uit het naastgelegen kerkdorp Holtum. De nieuwe club wordt bij de KNVB ingeschreven onder de naam HBC '09.
Fanfare St. Jozef Buchten werd opgericht in 1928 en kwam meer dan 55 jaar uit in de superieure afdeling. In 2020 is de vereniging ontbonden.

## Bijzonderheden

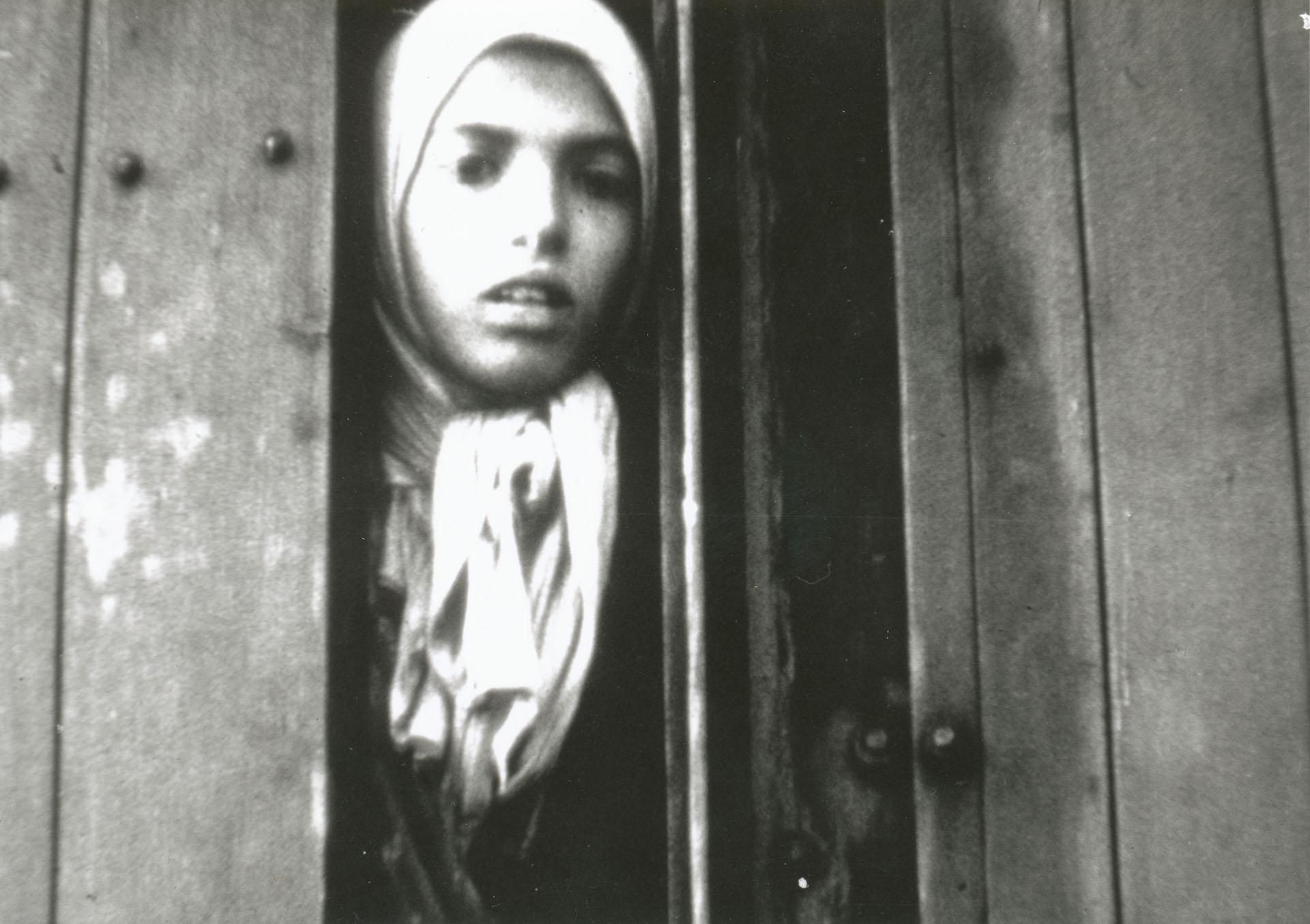
Settela Steinbach

- In 1934 werd in Buchten Settela Steinbach geboren, een Sinti-meisje dat vermoord werd in Auschwitz. Zij is bekend van filmbeelden waarin ze naar buiten kijkt tussen de wagondeuren van de trein die naar Polen vertrekt. In de parochiekerk waar ze is gedoopt is in 2009 een klein monumentje onthuld dat aan haar herinnert.
- Buchten is de thuisstad van Re/Max Hendrix, dat verschillende keren landskampioen tafeltennis werd.
- Wielercomite Buchten  is een stichting die is opgericht op 4 juli 1966. Organiseert op jaarlijkse basis wieleractiviteiten voor professionals tot en met recreanten en jeugd.
- In de kerk van Buchten bevindt zich een klok die een zogenaamd punthoed-model heeft. Ze is in diverse publicaties aangemerkt als de oudste luidklok van Nederland. Waarschijnlijk was er voor deze klok een nog oudere met een zogenaamd bijenkorfmodel. (zie literatuur)
- In Buchten (destijds een erkend KNMI-station) werd het op 4 december 1953 een warmterecord behaald met +17,8°. Nooit eerder was het sinds 1901 zo warm geweest in december in Nederland.[3]

## Nabijgelegen kernen
Born, Grevenbicht, Schipperskerk, Nieuwstadt, Holtum